# 대구반송초등학교
대구반송초등학교는 대한민국 대구광역시 달성군에 있는 공립 초등학교이다.

## 학교 연혁
- 1938-07-16 반송 간이학교 설립
- 1944-04-19 반송국민학교 개교
- 1984-03-14 반송국민학교 병설유치원 개원
- 1996-03-01 대구반송초등학교로 교명 변경 (본교 6학급/유치원 1학급)
- 2015-02-17 제67회 졸업 / 졸업생 총수 2,305명
- 2015-03-02 입학식(1학년 18명 입학)